# Sphenomorphus stellatus
Sphenomorphus stellatus — вид сцинкоподібних ящірок родини сцинкових (Scincidae). Мешкає в Південно-Східній Азії.

## Опис
Верхня частина тіла зеленувата або бронзово-коричнева, хвіст — світліший. Нижня частина тіла зеленувато-біла. На голові є чорні плями.

## Поширення і екологія
Sphenomorphus simus мешкають в Таїланді, Камбоджі і В'єтнамі, на Малайському півострові та в штаті Саравак на заході Калімантану. Вони живуть в тропічних лісах, на висоті від 300 до 1290 м над рівнем моря.